# Ashawna Hailey
Ashawna Hailey (8 de octubre de 1949 - 14 de octubre de 2011) fue una científica informática y filántropa estadounidense. Fue una de las creadoras del programa HSPICE (una versión comercializada de SPICE), que muchas empresas de diseño electrónico en todo el mundo utilizan para simular los circuitos electrónicos.  Su empresa, Meta-Software, que estaba detrás de la comercialización de SPICE, produjo una tasa de crecimiento anual compuesta superior al 25-30 por ciento cada año durante 18 años, y finalmente se convirtió en parte de Synopsys, que llama a HSPICE "el 'estándar de oro' para la simulación precisa de circuitos".

## Primeros años y educación
Hailey asistió a la Universidad Tecnológica de Texas junto con su hermano gemelo, Kim Hailey, y comenzó su primera empresa mientras aún estaba en la universidad.

## Carrera
En 1973, Hailey formó parte del equipo que creó el primer microprocesador de Advanced Micro Devices, el Am9080, mediante ingeniería inversa del Intel 8080, y en 1974, la primera memoria no volátil de AMD, la EPROM 2702 de 2048 bits. Anteriormente, ella, junto con otros, construyó el secuenciador de lanzamiento para el sistema de misiles antibalísticos Sprint para Martin Marietta.
Como filántropa, Hailey buscó reformar las políticas gubernamentales sobre drogas recreativas. Durante su vida, realizó donaciones a la Fundación ACLU, Code Pink, la Drug Policy Alliance, Feeding America, Rainforest Action Network, Law Enforcement Against Prohibition, el Marijuana Policy Project, Erowid, la Asociación Multidisciplinaria para Estudios Psicodélicos (MAPS), y formó parte de la junta directiva de MAPS.

## Legado
Después de su muerte, Hailey dejó un legado de 10 millones de dólares estadounidenses compartido entre MAPS, la ACLU, Drug Policy Alliance, Marijuana Policy Project y Second Harvest Food Bank. En lo que su junta directiva consideró un homenaje apropiado a Hailey, el Marijuana Policy Project dedicó un millón de dólares de su legado a la iniciativa que por primera vez permitió a los votantes legalizar la marihuana para uso0 recreativo en Colorado. A lo largo de 2010 y hasta su muerte, Ashawna proporcionó financiación inicial a Wild Willpower PAC. 